# ファーストキャビン
ファーストキャビンは、株式会社ファーストキャビンHD（ファーストキャビンエイチディー）がフランチャイズ展開しているカプセルホテルチェーン。
本稿では、2020年4月までの運営会社であったプランテックアソシエイツの子会社である株式会社ファーストキャビンについても記述する。

## 概要

### 株式会社ファーストキャビン
2006年7月設立。飛行機のファーストクラスをイメージしたコンパクトホテルで、ビジネスホテルとカプセルホテルの間の低料金での宿泊施設を提供した。既存建物を改装することで開業でき、インバウンド需要に伴うホテル不足に貢献するため、2020年までに50施設開業を目標に出店スピードを加速させようとした。
2020年4月24日、子会社4社とともに東京地方裁判所へ自己破産を申請し、同日付で破産手続開始決定を受けた。直営店5店舗は破産手続開始決定と同時に閉業し、従業員約400人も同日付で解雇された。
関連会社であった株式会社ファーストキャビン関西空港と株式会社ファーストキャビン・フーズも、2020年11月11日に東京地方裁判所から破産手続開始決定を受けた。
旧：株式会社ファーストキャビンは2022年12月12日に法人格が消滅した。

### 株式会社ファーストキャビンHD
フランチャイズ店は破産管財人の管理下に置かれ、破産管財人が実質的なフランチャイザーとなった。その後フランチャイズ店は順次営業を再開した。
フランチャイズ契約と知的財産権（商標・意匠・特許）の取得には数社が名乗りを上げていたが、各権利は2020年7月17日にファーストキャビンの破産管財人から新日本建物の子会社である株式会社NAPへ譲渡された。今後はNAPがファーストキャビンのフランチャイザーとなり、フランチャイズ店舗はNAPのフランチャイジーとして営業を続ける。
2021年1月1日付で、商号を株式会社NAPから株式会社ファーストキャビンHDへ変更した。同年5月10日にタスキと資本業務提携を締結し、タスキに対して第三者割当増資を実施した。同年12月17日にはエアトリと資本業務提携を締結した。

## ファーストキャビンHDのフランチャイズ施設
施設名称はすべて「ファーストキャビン」で始まるため、省略して記載。
- 東京都 - 愛宕山、赤坂、羽田ターミナル1、市ヶ谷
- 京都府 - 京都二条城
- 大阪府 - 御堂筋難波、関西空港、西梅田
- 福岡県 - 博多
- 長崎県 - 長崎

## 旧：ファーストキャビンの子会社
- 株式会社ファーストキャビン開発 - 2020年4月24日に東京地方裁判所から破産手続開始決定[3]。
- 株式会社ファーストキャビン京都三条 - 2020年4月24日に東京地方裁判所から破産手続開始決定[3]。
- 株式会社ファーストキャビン京都嵐⼭ - 2020年4月24日に東京地方裁判所から破産手続開始決定[3]。
- 株式会社ファーストキャビン柏の葉 - 2020年4月24日に東京地方裁判所から破産手続開始決定[3]。
- 株式会社ファーストキャビン関西空港 - 2020年11月11日に東京地方裁判所から破産手続開始決定[10]。
- 株式会社ファーストキャビン・フーズ - 2020年11月11日に東京地方裁判所から破産手続開始決定[10]。

## 旧：ファーストキャビンの合弁会社
- JR西日本ファーストキャビン

## 旧：ファーストキャビン直営店並びにNAPへ譲渡されなかったフランチャイズ施設
太字は直営店。　
- 北海道 - ニセコ・ぽんの湯（現：トリフィート ホテル＆ポッド ニセコ）
- 千葉県 - 柏の葉
- 東京都 - 京橋、築地
- 愛知県 - TKP名古屋駅
- 石川県 - 金沢百万石通（現：トリフィート ホテル&ポッド 金沢百万石通）
- 京都府 - 京都嵐山、京都河原町三条、

## テレビ番組
- 日経スペシャル ガイアの夜明け お泊まりにいらっしゃい～ホテル業界に新風…独自発想で挑む～（2009年8月4日、テレビ東京）[18] - 新しい宿泊スタイルを取材。